# Cairo Station
Cairo Station, también llamada The Iron Gate (en árabe: باب الحديد‎, Bāb al-Ḥadīd), es una película dramática egipcia de 1958 dirigida por Youssef Chahine. Se presentó a competición en la octava edición del Festival Internacional de Cine de Berlín. Fue seleccionada como entrada egipcia a la mejor película en lengua extranjera en la 31.ª ceremonia de los Premios Óscar, pero no fue aceptada como nominada. Desde la década de 1970, ha encontrado un renovado interés entre las nuevas generaciones de amantes del cine internacional, siendo aclamada como una obra maestra en el estilo del cine neorrealista .

## Sinopsis
Qinawi es un joven vendedor de periódicos en la estación de tren de El Cairo, con una leve cojera por la cual todas las mujeres lo evitan.
Se obsesiona con Hannuma, una hermosa vendedora de bebidas, comprometida con Abu Siri, un maletero fornido y líder sindical. No obstante, Qinawi le propone matrimonio a la chica. Al ser rechazado su obsesión se convierte en locura.
Inspirado en un asesinato sin resolver, compra un cuchillo y conspira para matar a Hannuma. Cuando los policías locales inician una redada contra las vendedoras ilegales, Hannuma le pide a Qinawi que tome sus bebidas y las esconda. Él intenta atraerla a un almacén después, pero ella le pide a una amiga que vaya a buscarlas.
En la oscuridad, Qinawi no nota la sustitución; apuñala a la otra mujer repetidamente, luego esconde el cuerpo en una caja de madera que supuestamente sostiene el ajuar de Hannuma. Luego consigue que Abu Siri suba el ajuar a un tren para la inminente boda. Sin embargo, la mujer no está muerta. La encuentran y se alerta a la estación. Abu Siri es acusado de intento de asesinato, pero la víctima identifica a su verdadero agresor. Mientras tanto, Hannuma va en busca de sus bebidas. Qinawi la persigue por el patio de ferrocarril y la retiene con un cuchillo en la cabeza para mantener a raya a la multitud que lo rodea. El dueño del quiosco de periódicos le dice a Qinawi que se le permitirá casarse con Hannuma y lo convence de que se ponga su traje de boda. Qinawi obedece, solo para momentos después notar que se ha puesto una camisa de fuerza.

## Elenco
- Farid Shawqi como Abu Siri (أبو سريع ʿAbū Sirīʿ )
- Hind Rostom como Hannuma (هنومة Hanūma )
- Youssef Chahine como Qinawi (قناوي Qināwī )
- Hassan el Baroudi como Madbouli (مدبولي Madbūlī )
- Abdel Aziz Khalil como Abu Gaber (أبو قبر ʿAbū Qabr )
- Naima Wasfy (Wasfi) como Hallawatim (حلاوتي Ḥalāwatī )
- Dijo Khalil
- Abdel Ghani Nagdi
- Loutfi El Hakim
- Abdel Hamid Bodaoha
- F. El Demerdache
- Dijo El Araby
- Ahmed Abaza
- Hana Abdel Fattah
- Safia Sarwat

## Recepción de la crítica
Tras su estreno en 1958, Cairo Station provocó indignación entre el público egipcio, que esperaba "melodramas y comedias convencionales que eran elementos básicos de la industria cinematográfica de Egipto". Según la misma reseña, el tratamiento de la película sobre la sexualidad reprimida y su efecto adverso en la salud mental de Qinawi se destacan por la interpretación de Chahine de su "antihéroe", así como por el contexto ficticio, que se relaciona estrechamente con los problemas sociales y psicológicos de una sociedad marcada por la masculinidad violenta o la represión de los derechos de los trabajadores. A pesar de la falta de aceptación inicial, una nueva generación de amantes del cine internacional la descubrió en la década de 1970 y, en 2020, se presentó como parte de una retrospectiva de las películas de Youssef Chahine en Netflix.
En 2002, Cairo Station fue llamada "el punto culminante de la temporada de Chahine en el National Film Theatre de Londres", y en el agregador de reseñas Rotten Tomatoes, recibió una puntuación general del 100%.